# Fritz Bock (Verleger)
Fritz Bock (* 3. Januar 1882 in Niedersachsen; † 14. Juli 1954 in Oldenburg in Oldenburg) war ein deutscher Zeitungsverleger und Journalist.

## Leben
Bock war vor dem Zweiten Weltkrieg als Lehrer und Ingenieur tätig. Als Verleger erhielt er 1946 gemeinsam mit dem Journalisten Joachim Pierre Pabst die Zeitungslizenz in Oldenburg.
Am 26. April 1946 erschien die erste Ausgabe der Nordwest-Zeitung. Ab dem 14. November 1947 konnte die Nordwest-Zeitung drei- statt zweimal wöchentlich erscheinen. Seit dem 1. September 1949 erschien die Regionalzeitung NWZ sechsmal in der Woche. 
Bereits 1950 zog sich einer der beiden Lizenznehmer in Oldenburg, NWZ-Chefredakteur Joachim Pabst, zurück. Er ging ein Jahr später nach Hamburg und wurde enger Vertrauter von Axel Springer. Um ihn auszahlen zu können, verkaufte der verbliebene Verleger Fritz Bock die Ostfriesen-Zeitung an die vier Heimatverleger: die Verlegerfamilie Soltaus in Norden (heute Basse), die Dunkmanns in Aurich, die Gerhards in Emden und die Ostendorps in Rhauderfehn (heute Engelberg).
Am 1. Oktober 1952 weihte die familiengeführte Nordwest-Zeitung ihr neues Verlagsgebäude an der Peterstraße in Oldenburg ein. Am 14. Juli 1954 verstarb Bock in Oldenburg.